# Damn Small Linux
Damn Small Linux, cunoscut și sub numele DSL este o distribuție gratuită a sistemului de operare Linux pentru calculatore personale. Sistemul de operare a fost proiectat pentru folosire pe calculatoare PC mai vechi, de exemplu, calculatoare cu procesoare Intel 80386/Intel 80486/sau primele procesoare Pentium, și cu memorie redusă. DSL este bootabil de pe CD (LiveCD), având dimensiunea de aproximativ 50 MB. Ceea ce a pornit ca un experiment de a vedea cât software încape într-o distribuție de 50 MB, a devenit apoi o distribuție Linux propriu-zisă. DSL poate fi instalat sau rulat direct de pe medii cu capacități reduse, ca de exemplu CD-uri bootabile în format de carte de vizită, stickuri USB, diverse carduri de memorie, și discuri zip. 
DSL nu trebuie confundat cu DSLinux, o distribuție de Linux pentru Nintendo DS (o consolă de jocuri portabile).

## Istoric
DSL a fost creat inițial de John Andrews, dar s-a dezvoltat într-un proiect pentru o comunitate largă cu numeroși contributori, , inclusiv Robert Shingledecker, creatorul MyDSL, DSL Control Panel, și al altor programe.
DSL a fost inițial dezvoltat pornind de la Model-K, o versiune de 22 MB a distribuției Knoppix, dar curând după accea a fost bazat pe distribuția Debian, făcând posibilă dezvoltaterea de noi configurații și înbunătățiri..

## Cerințe de sistem
DSL rulează numai pe calculatoare cu procesoare bazate pe arhitectura Intel X86. Cerințele minime de sistem sun un calculator personal cu procesor Intel 386 și 8 MB de RAM. Rulând pe un calculator cu procesor Intel 486 și 16MB RAM, DSL poate rula web browserul Dillo, poate rula jocuri simple și poate fi folosit pentru a asculta muzică sau viziona fișiere video. Cerințele de sistem sunt mai mari dacă utilizatorul dorește să folosească Mozilla Firefox sau OpenOffice.

## Facilități
Versiunea curentă este DSL 4.4. Versiunea include:
- Editoare de text: Beaver,[2] Nano, Vim
- Manager de fișiere: DFM,[3] emelFM,[4]
- Programe de grafică: XPaint, xzgv
- Multimedia: gphone,[5] XMMS cu capabilități MPEG-1 și Video CD
- Programe pentru birou: SIAG, Ted cu verificator de tastare, Xpdf (pentru vizionaea fișierelor în format pdf)
- Internet:
  - Browsere web: Dillo, Mozilla Firefox, Netrik,[6]
  - Sylpheed (client e-mail)
  - naim, ICQ
  - AxyFTP[7] (client FTP), BetaFTPD,[8] (FTP server)
  - Monkey (web server)
  - client SMB
  - Rdesktop - remote desktop protocol client, VNC viewer
- Altele: Suport pentru client DHCP, client și server SSH/SCP, suport pentru PPP, PPPoE, ADSL; FUSE, NFS, SSHFS; UnionFS; suport pentru imprimare generic/Ghostscript; suport pntru card PC, USB, Wi-Fi; UnionFS; câteva aplicații (calculator), jocuri simple și utilitare pentru linia de comandă.

DSL are preinstalate scripturi pentru descărcarea și instalarea Advanced Packaging Tool - (APT). Odată ce APT este instalat, utilizatorul poate instala pachete de programe din depozitul de software 'Woody' (de pe distribuția Debian).

## Sistemul MyDSL
MyDSL este updatat în principal de Robert Shingledecker și găzduit pe serverele mai multor organizații, ca de exemplu ibiblio. Sunt două locații pentru MyDSL - cea obișnuită, și una pentru teste. Zona obișnuită conține distribuții stabile. Zona de testare este rezervată pentru extensii care ar putea încă conține dificultăți (buguri).

## Opțiuni la inițializare
Opțiunile de bootare sunt numite și 'cheat codes' în DSL. Detectarea automată a componentelor hardware poate funcționa greșit, iar în aceste cazuri utilizatorul ar putea să folosească alte setari decât cele generale. DSL lasă utilizatorul să introducă unul sau mai multe 'cheat codes' la prompterul de inițializare. Dacă nu este introdus nici un cod, DSL va porni cu setările generale. Multe dintre opțiunile de bootare afectează interfața grafică.

## Versiuni și porturi
În afară de versiunea LiveCD, sunt disponibile și următoarele versiuni: 
- Instalare redusă: Numai un fișier cu imaginea 'cloop' este instalat. Avantajul este că acest fișier poate fi modificat, dar modificările vor fi pierdute la reinițializarea sistemului.

- dsl-version-embedded.zip: Include QEMU pentru a rula DSL în interiorul Windows sau Linux.
- dsl-version-initrd.iso:
- dsl-version-syslinux.iso: Inițializare folosind syslinux în loc de isolinux; pentru calculatore mai vechi care nu pot folosi isolinux.
- dsl-version-vmx.zip: O mașină virtuală care rulează în interiorul VMware Workstation sau VMware Player.
- DSL-N:[12] O versiune mai largă, ce depășește 50 MB.

DSL se boate inițializa și folosind o dischetă - o facilitate pentru computerele foarte vechi.  
DSL a fost transferat (ported) și pe consola Xbox ca X-DSL. X-DSL are nevoie de o consolă modificată Xbox. Poate fi instalat ca LiveCD sau pe hard discul din Xbox. Utilizatorii pot rula X-DSL de pe un stick USB, folosind un adaptor. X-DSL bootează într-un sistem cu interfață grafică X11; controllerul consolei poate fi folosit ca maus și pentru introducerea textului. X-DSL poate fi extins prin adăugarea de extensii (programe adiționale) la fel ca și DSL.